# Râul Orajõgi
Orajõgi este un râu în partea de sud a Estoniei. Izvorul său se află la 7 km de satul Vagula, Regiunea Võru. Are o lungime de 39 km și un bazin hidrografic întins pe 176 km2. Afluent pe stânga al râului Ahja.